# Брунгільда Австразійська
Брунгільда (бл. 543–613) — вестготська принцеса, пізніше дружина короля франків Сігіберта I з династії Меровінгів, правителя Австразії. Вона прожила довге й бурхливе життя, правила Австразією та Бургундією упродовж трьох періодів як регентка при своєму синові, онукові та правнукові. Врешті-решт її стратили, прив'язавши до чотирьох коней.
Владна особистість Брунгільди нажила їй чимало ворогів серед вельмож та церковників. Особливою була її ворожнеча з Фредегундою, яка вбила сестру Брунгільди Галсвінту, потім чоловіка Брунгільди, а саму Брунгільду ув'язнила. Ворожнеча продовжилася й після смерті Фредегунди, чий син
Хлотар II переміг Брунгільду в битві й стратив її.

## Життя
Брунгільда народилася десь близько 543 року в столиці Вестготського королівства Толедо. Вона була молодшою донькою Атанагільда, який 554 року зійшов на королівський трон. Вона виховувалася в традиції аріанства.

### Перший шлюб
567 року до неї посватався король Австразії Сігіберт I, онук Хлодвіга. Брунгільда поїхала до нього у Мец, й прийняла католицизм.
Батько Сігеберта Хлотар I об'єднав чотири королівства франків, але після його смерті Сігіберт із трьома братами знову розділили його. За словами єпископа та історика Григорія Турського одруження Сігіберта з принцесою було докором іншим братам, які взяли собі дружин низького роду.
У відповідь Хільперік із Нейстрії посватався до сестри Брунгільди Гальсвінти. Однак Гальсвінта стала вимагати від нього, щоб він витурив з двору своїх коханок та куртизанок, і Хільперіку це швидко набридло. Він змовився зі своєю коханкою Фредегундою вбити дружину. Гальсвінту задушили невідомі зловмисники, а Хільперік одружився з Фредегундою.
Брунгільда зненавиділа Фредегунду, а та відповіла їй не меншою ненавистю, і королеви почали підбурювати свої чоловіків до війни. Сігіберт домовився зі старшим братом Гунтрамном, щоб той заладив конфлікт між королевами. Той вирішив, що Брунгільді слід віддати як компенсацію міста, що були посагом Гальсвінти: Бордо, Лімож, Каор, Беарн та Бігорр, але Хільперік пішов на згоду неохоче, а Брунгільда не забула вбивства сестри. Єпископу Парижа Гермену вдалося, втім, встановити на деякий час мир.
З 567 до 570 Брунгільда народила Сігіберту трьох дітей: Інгунд, Хлодосінда та Хільдеберта.
Але Хільперік порушив мир і вторгся у володіння Сігіберта. Коли Сігіберт вийшов переможцем, Хільперік утік до Турне. Паризький люд радо вітав Сігіберта та Брунгільду. Єпископ Герман звернувся до Брунгільди з проханням вмовити чоловіка змилуватися над братом. Сігіберт відмовився й пішов на Турне. Фредегунда у відповідь найняла двох убивць, які закололи Сігіберта отруєними ножами. Брунгільду впіймали й посадили у в'язницю в Руані.

### Другий шлюб
Меровех, син Хільперіка від першого шлюбу з Аудоверою, поїхав до Руана, ніби відвідати матір. Там він вирішив одружитися з вдовою Брунгільдою, щоб зміцнити свої шанси на трон. Його мачуха Фредегунда бажала бачити на престолі тільки своїх дітей і прагнула усунути синів Хільперіка від інших жінок. Єпископ Руана одружив Меровеха й Брунгільду, але це одруження суперечило канонічному праву, оскільки Брунгільда була тіткою свого нового чоловіка.
Хільперік взяв в облогу церкву св. Мартіна в Турне й урешті-решт забрав Меровеха до Суассона, а потім насильно постриг його в ченці. Меровех утік в Тур під захист церкви, в якій служив Григорій Турський, а потім далі в Шампань. Зрешою він повернуся до Тура в 578, а коли його претензії на трон провалилися, попросив слуг убити себе.

### Перше регентство
Брунгільда намагалася отримати регентство в Австразії від імені свого сина Хільдеберта, але місцева знань сильно опиралася, й її довелося на певний час перебратися до двору Гунтрамна в Бургундії. Потім вона правила Австразією як королева. Вона не була воїном, а адміністратором вестготського вишколу. Вона ремонтувала старі римські дороги, будувала церкви та абатства, зводила потрібні фортеці, реорганізувала фінанси й перебудувала королівське військо. Але, намагаючись правити твердою рукою, вона налаштувала проти себе місцевих феодалів. Щоб зміцнити своє положення й престиж корони, вона переконала Гунтрамна усиновити Хільдеберта й оголосити його своїм спадкоємцем, що 577 року Гунтрамн зробив. 579 року вона віддала свою доньку Інгунд за вестготського принца Герменегільда. Але Герменегільд перейшов у католицизм і разом із дружиною загинув у релігійній війні, що розривала Вестготське королівство. Брунегільда правила в Австразії до повноліття Хільдеберта, яке за меровінзьким звичаєм настало 583 року, коли йому сповнилося 13.

### Стосунки з королем Гунтрамном
Конфлікт із Фредегундою спалахнув знову після смерті Хільперіка. Фредегунда стала регенткою Нейстрії й отримала можливість відновити війну зі старим ворогом. Водночас у Брунгільди виникли проблеми у власному королівстві. Герцоги опиралися її впливу на сина й короля Хільдеберта. Троє з них організували змову з метою вбити його, але цю змову вчасно розкрили. Одного зі змовників убили, два інші втекли. Довідавшись про це, Гунтрамн одразу ж запросив Хільдеберта, його двох синів та Брунгільду до свого двору. 587 року Гунтрамн, Хільдеберт та Брунгільда уклали угоду, за якою до Хільдеберт мав успадкувати королівство Бургундію, а до смерті Гунтрамна два королівства утримували союзні стосунки.
Того ж року король вестготів Реккаред I прислав посольство до Хільдеберта й Гунтрамна, яке Хільдеберт прийняв схильно, а Гунтрамн відмовився. 592 року Гунтрамн помер, і за угодою його королівство перейшло до Хільдеберта. Одразу ж почалася війна з Хлотаром II із Нейстрії, сином Фредегунди. Хільдеберт помер 596 року, коли йому було 26.

### Друге регентство
Після смерті Хільдеберта Брунгільда намагалася правити Австразією та Бургундією від імені своїх онуків Теодеберта II та Теодеріка II. Теодеберт став королем Австразії, а Теодерік — Бургундії. Фредегунда померла 597 року, й пряма війна між королевами припинилася, але їхні спадкоємці продовжували ворогувати між собою. 599 року Теодеберт прогнав бабусю з Австразії. Її знайшов поблизу Арсі селянин, і привів до Теодеріка, який щвидко потрапив під влив Брунгільди, що мала тепер за ворога й старшого внука. Між братами почалася війна.
Брунгільді на той час було вже за 50, й саме тоді почала проявлятися її крута вдача, що й призвела врешті-решт до насильницької смерті. Спочатку Брунгільда взяла собі за коханця Протардія і, бажаючи добитися для нього підвищення, організувала змову з метою вбивства майордома Бертоальда. 604 року вона вмовила Теодеріка послати Бертоальда з інспекцією на береги Сени, де його зустрів із військом майордом Хлотара II Ландрік. Бертоальд загинув у сутичці, а Протардій зайняв його місце.
Брунгільда та Протардій переконали Теодеріка відновити війну з Теодебертом, але майордома вбили його ж власні воїни. Брунгільда схопила герцога Унселена, який віддав наказ убити Протардія, й стратила після тортур. У ті ж часи єпископ В'єнна Дезидерій почав публічно звинувачувати королеву-бабусю в жорстокості та інцесті. Вона найняла трьох убивць, що позбавили єпископа життя.
612 року Теодерік переміг Теодеберта в поблизу Толбіака. Брунгільда вже тепер стверджувала, що Теодеберт насправді був сином садівника. Його заслали до монастиря, куди вона, ймовірно, підіслала до нього та до його сина вбивць. Теодорік успадкував обидва трони, але 613 року помер від дизентерії.

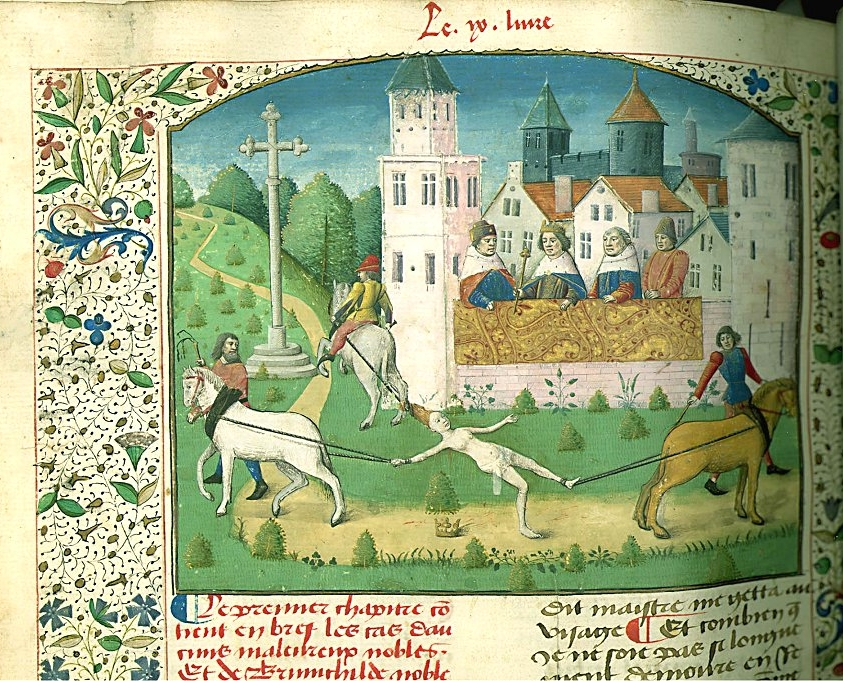
Смерть Брунгілди з De Casibus Virorum Illustrium 1475 року

### Третє регентство
Спадкоємцем Теодеріка II був його малолітній позашлюбний син Сігіберт II. Майордом Австразії Варнахар боявся, що дитина потрапить під вплив прабабусі, а тому відвіз його на раду королівства, де його проголосили королем. Але він не зміг уникнути влади прабабки, яка знову стала регенткою. Варнахар та майордом Бургундії Радо разом із Піпіном Ланденським та Арнульфом Мецьким спротивилися регентству Брунгільди й перекинулися на бік її ворога Хлотара II, визнавши його законним регентом над Сігібертом.
Брунгільда з Сігібертом зустріли військо Хлотара II на річці Ен, але тут її зрадили власні патриції. Їй довелося втікати. Хлотар наздогнав її біля озера Невшатель. Молодого короля та його брата Корбо вбили. Ворожнеча між Австразією та Нейстрією завершилася, Хлотар II знову об'єднав усе Франкське королівство під своєю владою.
Хлотар II звинуватив Брунгільду в смерті 10 королів франків. Її стратили, прив'язавши до ніг диких коней, які пошматували її тіло. Кості королеви спалили.

## У легенді
Чимало дослідників бачили в Брунгільді прообраз як Брунгільд так і Крімгільд із «Пісні про Нібелунгів».
Крімгільд одружилася із Зігфрідом, який нагадує чоловіка Брунгільди Сігіберта.

## Виноски
1. 1 2 3 4 5  Settipani C. La Préhistoire des Capétiens: Première partie : Mérovingiens, Carolingiens et Robertiens — Villeneuve-d'Ascq: 1993. — P. 78–79. — ISBN 978-2-9501509-3-6
2. ↑  Чеська національна авторитетна база даних
3. ↑  Settipani C. La Préhistoire des Capétiens: Première partie : Mérovingiens, Carolingiens et Robertiens — Villeneuve-d'Ascq: 1993. — ISBN 978-2-9501509-3-6
4. ↑  Settipani C. La Préhistoire des Capétiens: Première partie : Mérovingiens, Carolingiens et Robertiens — Villeneuve-d'Ascq: 1993. — P. 78–81. — ISBN 978-2-9501509-3-6
5. ↑  Settipani C. La Préhistoire des Capétiens: Première partie : Mérovingiens, Carolingiens et Robertiens — Villeneuve-d'Ascq: 1993. — P. 90. — ISBN 978-2-9501509-3-6
6. ↑  Settipani C. La Préhistoire des Capétiens: Première partie : Mérovingiens, Carolingiens et Robertiens — Villeneuve-d'Ascq: 1993. — P. 79. — ISBN 978-2-9501509-3-6
7. ↑  Settipani C. La Préhistoire des Capétiens: Première partie : Mérovingiens, Carolingiens et Robertiens — Villeneuve-d'Ascq: 1993. — P. 82. — ISBN 978-2-9501509-3-6
8. ↑  Settipani C. La Préhistoire des Capétiens: Première partie : Mérovingiens, Carolingiens et Robertiens — Villeneuve-d'Ascq: 1993. — P. 79–81. — ISBN 978-2-9501509-3-6
9. ↑  Існує багато версій написання імені латиницею, найпопулярнішим є нім. Brunhilda.
10. ↑  Gregory of Tours, IV.27.
11. ↑  Gregory IV.47
12. ↑  Thatcher, Oliver Joseph and Schevill, Ferdinand. Europe in the Middle Age, C. Scribner's Sons, 1896. Архів оригіналу за 9 серпня 2019. Процитовано 15 липня 2016.
13. ↑  Gregory V.2
14. ↑  Gregory V.14
15. ↑  Gregory V.18
16. ↑  Gregory VI.1